# Toxalbumina
Toxalbumina é uma designação genérica para várias proteínas tóxicas de origem vegetal e bacteriana.
Princípio ativo de substância também encontrada na semente da mamona (ricina)